# Aphrodite World Tour
Aphrodite World Tour svjetska je koncertna turneja od Kylie Minogue koja promovira njen 11. studijski album Aphrodite (2010). Koncertna je turneja održana 2011. godine. Turneje posjetio Europi, Aziji, Sjevernoj Americi, Australiji i Africi. Turneja je nazvana Aphrodite: Les Folies Tour u Europi i Australiji, a Aphrodite Live u Aziji, Sjevernoj Americi i Africi.

## Red izvođenja
Act 1
- "The Birth of Aphrodite" (Video introduction) (sadrži izvode iz pjesme "Karneval životinja")
- "Aphrodite"
- "The One"
- "Wow"(sadrži izvode iz pjesme "Wow (Death Metal Disco Scene Mix)")

Act 2
- "Illusion"
- "I Believe in You"

Act 3
- "Cupid Boy"
- "Spinning Around"
- "Get Outta My Way"
- "What Do I Have to Do?" (sadrži izvode iz pjesme "What Do I Have to Do (Movers & Shakers Mix)")

Act 4
- "Everything Is Beautiful"
- "Slow"(sadrži izvode iz pjesme "Slow" (Chemical Brothers Mix)")

Act 5
- "Confide in Me" (sadrži izvode iz pjesme "Big Brothers Mix")
- "Can't Get You Out of My Head" (sadrži izvode iz pjesme "Uprising" i "Can't Get You Out of My Head (Soulwax KYLUSS Remix)")
- "In My Arms"

Act 6
- "Looking for an Angel"
- "Closer"
- "There Must Be an Angel (Playing with My Heart)"
- "Love at First Sight / Can't Beat the Feeling"
- "If You Don't Love Me"

Act 7
- "Better the Devil You Know" (sadrži izvode iz pjesme "Brasileiro")
- "Better than Today"
- "Put Your Hands Up (If You Feel Love)"

Encore
- "Million Dollar Mermaid" (Video Interlude)
- "On a Night Like This" (sadrži izvode iz pjesme "Heaven")
- "All the Lovers"

## Datumi koncerata
| Europa            |                  |                 |                                                   |
| 19. veljače 2011. | Herning          | Danska          | Jyske Bank Boxen                                  |
| 22. veljače 2011. | Helsinki         | Finska          | Hartwall Areena                                   |
| 23. veljače 2011. | Tallinn          | Estonija        | Saku Suurhall Arena                               |
| 25. veljače 2011. | Riga             | Latvija         | Arena Riga                                        |
| 26. veljače 2011. | Vilnius          | Litva           | Siemens Arena                                     |
| 28. veljače 2011. | Hamburg          | Njemačka        | O2 World (Hamburg)                                |
| 1. ožujka 2011.   | Berlin           | Njemačka        | O2 World (Berlin)                                 |
| 2. ožujka 2011.   | Prag             | Češka Republika | O2 Arena (Prag)                                   |
| 4. ožujka 2011.   | Leipzig          | Njemačka        | Arena Leipzig                                     |
| 5. ožujka 2011.   | München          | Njemačka        | Olympiahalle                                      |
| 6. ožujka 2011.   | Mannheim         | Njemačka        | SAP Arena                                         |
| 8. ožujka 2011.   | Milano           | Italija         | Mediolanum Forum                                  |
| 9. ožujka 2011.   | Zurich           | Švicarska       | Hallenstadion                                     |
| 11. ožujka 2011.  | Toulouse         | Francuska       | Zénith de Toulouse                                |
| 12. ožujka 2011.  | Barcelona        | Španjolska      | Palau Sant Jordi                                  |
| 14. ožujka 2011.  | Metz             | Francuska       | Galaxie Amneville                                 |
| 15. ožujka 2011.  | Pariz            | Francuska       | Palais Omnisports de Paris-Bercy                  |
| 17. ožujka 2011.  | Amsterdam        | Nizozemska      | Heineken Music Hall                               |
| 18. ožujka 2011.  | Oberhausen       | Njemačka        | König Pilsener Arena                              |
| 19. ožujka 2011.  | Antwerp          | Belgija         | Sportpaleis                                       |
| 22. ožujka 2011.  | Dublin           | Irska           | The O2 (Dublin)                                   |
| 23. ožujka 2011.  | Dublin           | Irska           | The O2 (Dublin)                                   |
| 25. ožujka 2011.  | Cardiff          | Wales           | Motorpoint Arena Cardiff                          |
| 26. ožujka 2011.  | Cardiff          | Wales           | Motorpoint Arena Cardiff                          |
| 28. ožujka 2011.  | Glasgow          | Škotska         | Scottish Exhibition, Conference Centre            |
| 29. ožujka 2011.  | Glasgow          | Škotska         | Scottish Exhibition, Conference Centre            |
| 30. ožujka 2011.  | Glasgow          | Škotska         | Scottish Exhibition, Conference Centre            |
| 1. travnja 2011.  | Manchester       | Engleska        | Manchester Evening News Arena                     |
| 2. travnja 2011.  | Manchester       | Engleska        | Manchester Evening News Arena                     |
| 4. travnja 2011.  | Manchester       | Engleska        | Manchester Evening News Arena                     |
| 5. travnja 2011.  | Manchester       | Engleska        | Manchester Evening News Arena                     |
| 7. travnja 2011.  | London           | Engleska        | The O2 Arena (London)                             |
| 8. travnja 2011.  | London           | Engleska        | The O2 Arena (London)                             |
| 9. travnja 2011.  | London           | Engleska        | The O2 Arena (London)                             |
| 11. travnja 2011. | London           | Engleska        | The O2 Arena (London)                             |
| 12. travnja 2011. | London           | Engleska        | The O2 Arena (London)                             |
| Azija             |                  |                 |                                                   |
| 23. travnja 2011. | Čiba             | Japan           | Makuhari Messe                                    |
| 24. travnja 2011. | Čiba             | Japan           | Makuhari Messe                                    |
| 25. travnja 2011. | Osaka            | Japan           | Osaka-jō Hall                                     |
| Sjeverna Amerika  |                  |                 |                                                   |
| 28. travnja 2011. | Montreal         | Kanada          | Bell Centre                                       |
| 29. travnja 2011. | Boston           | SAD             | Agganis Arena                                     |
| 30. travnja 2011. | Fairfax          | SAD             | Patriot Center                                    |
| 2. svibnja 2011.  | New York         | SAD             | Hammerstein Ballroom                              |
| 3. svibnja 2011.  | New York         | SAD             | Hammerstein Ballroom                              |
| 4. svibnja 2011.  | New York         | SAD             | Hammerstein Ballroom                              |
| 6. svibnja 2011.  | Atlanta          | SAD             | Fox Theatre                                       |
| 7. svibnja 2011.  | Sunrise          | SAD             | Bank Atlantic Center                              |
| 8. svibnja 2011.  | Orlando          | SAD             | Hard Rock Live                                    |
| 10. svibnja 2011. | Houston          | SAD             | Verizon Wireless Theater                          |
| 12. svibnja 2011. | Ciudad de México | Meksiko         | Palacio de los Deportes                           |
| 14. svibnja 2011. | Guadalajara      | Meksiko         | Telmex Auditorium                                 |
| 16. svibnja 2011. | Monterrey        | Meksiko         | Monterrey Arena                                   |
| 18. svibnja 2011. | Grand Prairie    | SAD             | Verizon Theatre                                   |
| 20. svibnja 2011. | Los Angeles      | SAD             | Hollywood Bowl                                    |
| 21. svibnja 2011. | San Francisco    | SAD             | Bill Graham Civic Auditorium                      |
| 22. svibnja 2011. | Las Vegas        | SAD             | The Colosseum at Caesars Palace                   |
| Australija        |                  |                 |                                                   |
| 3. lipjna 2011.   | Brisbane         | Australija      | Brisbane Entertainment Centre                     |
| 4. lipjna 2011.   | Brisbane         | Australija      | Brisbane Entertainment Centre                     |
| 7. lipjna 2011.   | Sydney           | Australija      | Sydney Entertainment Centre                       |
| 8. lipjna 2011.   | Sydney           | Australija      | Sydney Entertainment Centre                       |
| 11. lipjna 2011.  | Sydney           | Australija      | Sydney Entertainment Centre                       |
| 14. lipjna 2011.  | Melbourne        | Australija      | Rod Laver Arena                                   |
| 15. lipjna 2011.  | Melbourne        | Australija      | Rod Laver Arena                                   |
| 16. lipjna 2011.  | Melbourne        | Australija      | Rod Laver Arena                                   |
| 18. lipjna 2011.  | Adelaide         | Australija      | Adelaide Entertainment Centre                     |
| 22. lipjna 2011.  | Perth            | Australija      | Burswood Entertainment Complex                    |
| Azija             |                  |                 |                                                   |
| 25. lipjna 2011.  | Bangkok          | Tajland         | Impact Arena                                      |
| 27. lipjna 2011.  | Bogor            | Indonezija      | Sentul International Convention Center            |
| 29. lipjna 2011.  | Singapur         | Singapur        | Singapore Indoor Stadium                          |
| 1. srpnja 2011.   | Wan Chai         | Hong Kong       | Hong Kong Convention and Exhibition Centre        |
| 3. srpnja 2011.   | Taipei           | Tajvan          | Taipei World Trade Center Nangang Exhibition Hall |
| 5. srpnja 2011.   | Quezon City      | Filipini        | Araneta Coliseum                                  |
| Afrika            |                  |                 |                                                   |
| 8. srpnja 2011.   | Johannesburg     | Južna Afrika    | Sun City Super Bowl                               |
| 9. srpnja 2011.   | Johannesburg     | Južna Afrika    | Sun City Super Bowl                               |
| 10. srpnja 2011.  | Johannesburg     | Južna Afrika    | Sun City Super Bowl                               |
| 13. srpnja 2011.  | Cape Town        | Južna Afrika    | Grand Arena, Grand West Casino                    |
| 14. srpnja 2011.  | Cape Town        | Južna Afrika    | Grand Arena, Grand West Casino                    |

## Vanjske poveznice
- Službena stranica Kylie Minogue